# Lawrence Roche
Pour les articles homonymes, voir Roche (homonymie).
Lawrence Roche, né le 15 octobre 1967 à Dublin, est un coureur cycliste irlandais. Il est le frère de Stephen Roche et l’oncle de Nicolas Roche. Il devient professionnel en 1989 et le reste jusqu'en 1991. Il ne remporte aucune victoire. Il participe au Tour de France 1991 qu'il termine à la 153e place.

## Palmarès
- 1987
  - Jard-Les Herbiers
- 1988
  - Ronde du Pays basque
  - 3e du Circuit de la vallée de la Loire
  - 3e de Paris-Chauny
- 1991
  - 2e de l'East Coast Classic

## Résultats sur les grands tours

### Tour de France
1 participation
- 1991 : 153e